# Alois Chocholáč
Alois Chocholáč (7. ledna 1906 Nové Město na Moravě – 3. června 1983 Brno) byl český výtvarník, zakladatel umění samorostů.

## Stručný životopis
Za manželku si vzal dceru svrateckého obchodníka Ludvíka Louba Annu. Na blízkých Milovech vystavěl v roce 1935 u rybníka hotel Devět skal – dnešní Milovská restaurace, po tchánovi pak převzal ve Svratce obchod.
Stýkal se s malíři, kteří do Svratky jezdili a s nimi založil Golf klub umělců, mezi jehož členy patřili například Jiří Trnka, Jan Zrzavý, Adolf Hoffmeister, Ludmila Jiřincová a další. Společně vybudovali koncem 40. let 20. století nad Svratkou golfové hřiště. Od 50. let, kdy přišel o hotel i živnost, se věnoval tvorbě samorostů a plastik. Jeho výtvory byly vystavovány na mnoha výstavách v zahraničí, například v Ženevě, Budapešti, Moskvě, Petrohradě, aj., velký úspěch měly na Expo 58 v Bruselu.
Navrhoval a vytvářel interiéry, například restaurace Oživlé dřevo v Praze na Strahově, restaurace Vysočina na Národní třídě nebo restaurace Déminka v Hradci Králové. Ve Svratce je jeho tvorba zastoupena v interiéru restaurace U Šillerů.
Zemřel v nemocnici v Brně 3. června 1983. S jeho sestrou, Marii Chocholáčovou narozenou 3. února 1898 v Novém Městě na Moravě se oženil 13. listopadu 1920 Hubert Gabessam, syn Rudolfa Gabessama,  fryšavského revírníka který je znám jako průkopník a propagátor lyžování na Novoměstsku.